# Susana de Italia
Susana de Italia (c. 955-7 de febrero de 1003), también conocida como Rosala de Italia o Rosala de Ivrea, fue una condesa de Flandes por matrimonio y reina consorte de los Francos. Era hija del rey de Italia Berengario II de Italia y Willa de Toscana.
Se casó en primeras nupcias con el conde de Flandes Arnulfo II (961-987) con la que tuvo tres hijos:
- Balduino IV
- Eudes de Cambrai
- Matilde de Flandes

Dado que su hijo era menor cuando su padre murió, ella fue su tutora.
Una vez viuda y a pesar de la diferencia de edad (cerca de veinte años más que su futuro marido), ella se casó con el príncipe heredero Roberto debido a los deseos del padre de este, Hugo Capeto. Su dote era interesante pues ella aportaba Montreuil y Ponthieu. Cuando su marido llega al trono, la repudia (991/992), quedándose con la dote. 
Rosala, que había cambiado de nombre al convertirse en reina por Susana, se retiró a Flandes junto con su hijo Balduino IV donde murió y fue enterrada en la abadía de San Pedro de Gante en Gante.
| Predecesor: Adelaida de Aquitania | Reina consorte de los Francos 988-991/992 | Sucesor: Berta de Borgoña |